# Ariramba-vermelha
Bico-d'agulha-d'orelhas-brancas ou ariramba-vermelha (nome científico: Galbalcyrhynchus leucotis) é uma espécie de ave galbuliforme.
Pode ser encontrada no Brasil, Colômbia, Equador e Peru. Os seus habitats naturais são: florestas de terras baixas úmidas tropicais ou subtropicais.